# Assia Dagher
Assia Dagher (en árabe: آسيا داغر‎; 6 de marzo de 1908 – 12 de enero de 1986) fue una actriz y productora de cine libanesa-egipcia.

## Biografía
Dagher (Almaza Dagher) nació en Tannurin, El Líbano, el 6 de marzo de 1908. Se mudó a El Cairo con su hermana Mary y su sobrina Mary Queeny en 1919, cuando solo tenía 11 años, tras la ocupación francesa de Siria y Líbano. Se quedó con Asaad Dagher, su primo, que era escritor y periodista en el famoso periódico Al-Ahram. Obtuvo la nacionalidad egipcia en 1933.
La primera vez que actuó fue en 1926 en una película llamada Laila, dirigida por Wadad Orfi. Dagher fue la primera libanesa en aparecer en la gran pantalla. Produjo más de 100 películas, entre ellas Return My Heart (1957) y Saladin the Victorious (1963), y solo interpretó el papel principal en 20 de ellas.

## Filmografía

### Como productora
| Ghadat al-sahara          | (1929) | غادة الصحراء      | The Desert Belle (Internacional: Título en inglés)          |
| Uyun sahira               | (1934) | عيون ساحرة        | Bewitching Eyes (Internacional: Título en inglés)           |
| Shajarat al-durr          | (1935) | شجرة الدر         | Queen Shajarat al-Durr (Internacional: Título en inglés)    |
| The Pretty Mothers-in-law | (1954) | الحماوات الفاتنات | The Pretty Mothers-in-law (Internacional: Título en inglés) |
| Return My Heart           | (1957) | رد قلبي           | Back Again (Internacional: Título en inglés)                |
| Saladin the Victorious    | (1963) | الناصر صلاح الدين | Saladin the Victorious (Internacional: Título en inglés)    |

### Como actriz
| Laila                  | (1927) | ليلى              | Laila (Internacional: Título en inglés)                           |
| Ghadat al-sahara       | (1929) | غادة الصحراء      | The Desert Belle (Internacional: Título en inglés)                |
| Wakhz el damir         | (1932) | وخز الضمير        | A Guilty Conscience (Internacional: Título en inglés)             |
| Endama toheb el maraa  | (1933) | عندما تحب المرأة  | When a Woman Loves (Internacional: Título en inglés)              |
| Uyun sahira            | (1934) | عيون ساحرة        | Bewitching Eyes (Internacional: Título en inglés)                 |
| Shajarat al-durr       | (1935) | شجرة الدر         | Queen Shajarat al-Durr (Internacional: Título en inglés)          |
| Banknote               | (1936) | بنكنوت            | Banknote (Internacional: Título en inglés)                        |
| Zawja bil nayaba       | (1937) | زوجة بالنيابة     | Wife in Waiting (Internacional: Título en inglés)                 |
| Bint el-Basha el-Mudir | (1938) | بنت الباشا المدير | Daughter of the Pasha in Charge (Internacional: Título en inglés) |
| Fattich an el-mar'a    | (1939) | ابحث عن المرأة    | Look for the Woman (Internacional: Título en inglés)              |
| Zelekha tuhib Achur    | (1939) | زليخة تحب عاشور   | Zelkha Loves Ashour (Internacional: Título en inglés)             |
| Fatat mutamarrida      | (1940) | فتاة متمردة       | A Rebellious Girl (Internacional: Título en inglés)               |
| El-arris el-khamis     | (1941) | العريس الخامس     | The Fifth Suitor (Internacional: Título en inglés)                |
| Imra'a khatira         | (1941) | إمرأة خطيرة       | Dangerous Woman (Internacional: Título en inglés)                 |
| El-charid              | (1942) | الشريد            | The Wanderer (Internacional: Título en inglés)                    |
| El-muttahama           | (1942) | المتهمة           | The Suspect (Internacional: Título en inglés)                     |
| Law kunt ghani         | (1942) | لو كنت غني        | If I Were Rich (Internacional: Título en inglés)                  |
| Imma guinan            | (1944) | اما جنان          | What Madness! (Internacional: Título en inglés)                   |
| El-qalb louh wahid     | (1945) | القلب له واحد     | The Heart Has Its Reasons (Internacional: Título en inglés)       |
| Haza ganahu abi        | (1945) | هذا جناه أبي      | This Was My Father's Crime (Internacional: Título en inglés)      |
| El-hanim               | (1946) | الهانم            | The Lady (Internacional: Título en inglés)                        |